# 中華今代名人傳
中華今代名人傳（Biographies of prominent Chinese），由美國人A. R. Burt以及约翰·本杰明·鲍威尔和卡尔·克劳（Carl Crow）共同編寫，上海传记出版公司1925年出版，是一部介紹當時中華名人的傳記類中英文雙語圖書。該書涵蓋了政界、商界、教育界、工業界、金融界等界別的200位名人，每人配有人物照片及中英文小传。該書是研究中國近現代史的重要參考書籍之一，也是近現代人物圖像資料的重要來源之一。